# Cabdill frontgrís
El cabdill frontgrís (Poecilotriccus fumifrons) és un ocell de la família dels tirànids (Tyrannidae).

## Hàbitat i distribució
Habita els boscos, localment de Surinam, Caiena i nord-est, centre i est de Brasil.